# Свети Георги (Долни Балван)
Вижте пояснителната страница за други значения на Свети Георги.
„Свети Георги“ (на македонска литературна норма: „Свети Ѓорѓи“) е възрожденска православна църква в щипското село Долни Балван, източната част на Северна Македония. Част е от Брегалнишката епархия на Македонската православна църква – Охридска архиепископия. Църквата е гробищен храм, изграден в XIX век. Изписана е в 1878 година. Иконите в храма са от XIX век.
В църквата работят представителите на Дебърската художествена школа Йсай и Кузман Макриеви.